# Walter Kliche
Walter Carlos Kliche Antonini (Montevideo, 19 de octubre de 1926-Santiago, 10 de agosto de 2024) fue un actor uruguayo-chileno, de ascendencia alemana e italiana, que contaba con una trayectoria artística de ochenta años en teatro, cine y televisión en países como Uruguay, Argentina y Chile.
En Chile, fue reconocido por protagonizar La madrastra (1981), la telenovela chilena con mayor índice de audiencia en el país. Gracias a su fama, ostentó el estatus de Primer Actor en Canal 13, durante las décadas de 1980 y 1990.

## Carrera
Influenciado por su madre actriz, comenzó a trabajar desde pequeño en diversas obras de teatro. Posteriormente, ingresó al Conservatorio de Teatro de Montevideo para perfeccionar su oficio. Comenzó una carrera en teatro que lo llevó a trabajar con connotadas actrices y directoras como China Zorrilla y Margarita Xirgu (en Teatro Solís), pionera de la escena teatral de ese país. Se formó con muchos directores en Uruguay.
Más tarde, trabajó en el cine de Argentina, donde actuó con Sandro y Susana Giménez en películas como Placer sangriento (1967), Sangre de vírgenes (1968), Los mochileros (1970), Gitano (1970), Embrujo de amor (1971), Siempre te amaré (1971), Así es Buenos Aires (1971) y Destino de un capricho (1972). Además, formó parte de elencos de telenovelas de Canal 9 (Buenos Aires) y Panamericana Televisión.
En 1974, se trasladó a Chile para integrarse a la compañía de teatro de Kanda Jaque, donde protagonizó diversas obras de comedia. Luego, se abrió paso en la televisión con la productora de contenidos Protab, propiedad de Ricardo Miranda, donde protagonizó las primeras telenovelas del país; María José (1975), J. J. Juez (1976) y Sol tardío (1977), además de diversos teleteatros para Corporación de Televisión de la Pontificia Universidad Católica de Chile. En esta época, logró una gran amistad con el productor Miranda y el autor Arturo Moya Grau, alcanzando a la dirección de actores de la telenovela La Colorina (1977). 
En 1980, se abrió paso para participar con gran popularidad en más de 30 telenovelas de Canal 13, colaborando con Ricardo Miranda. El hito más importante de su carrera fue protagonizar junto a Yael Unger el mayor éxito de las telenovelas chilenas: La madrastra, escrita por Arturo Moya Grau, en 1981. La telenovela marcó gran impacto en las ciudades chilenas, logrando ser exhibida y adaptada a través de todo el mundo. En este período, Kliche se transformó en uno de los actores mejor pagados de Canal 13 y uno de los actores con mayor protagonismo de la estación televisiva, junto con Unger.
Kliche continuó consolidando su presencia en la cadena, desempeñando papeles protagónicos en una serie de exitosas producciones que no sólo elevaron su carrera, sino que también se convirtieron en hitos emblemáticos como Alguien por quien vivir (1982), La noche del cobarde (1983), Los títeres (1984), Secretos de familia (1986) y La invitación (1987).
Durante la década de 1990, continuó en roles estelares en producciones de Canal 13 como, Villa Nápoli, ¿Te conté?, Marrón glacé, Champaña y El amor está de moda, entre otras. También logró antagonizar Playa salvaje (1997), Cerro Alegre (1999) y Piel canela (2001).  
Luego dos décadas en Canal 13, en 2001, fue despedido de sus funciones tras la crisis económica y de contenidos del canal. En 2002 Kliche interpuso una demanda al Tercer Juzgado de Letras del Trabajo de Santiago en contra de la Universidad Católica de Chile Televisión (Canal 13) por incumplimiento del artículo 162 del Código del Trabajo por el despido injustificado, ordenando a la demandada pagarle las indemnizaciones y prestaciones que indica la ley. En 2007 el fallo de la Corte Suprema se inclinó a favor de Kliche, obligando a Canal 13 pagarle un millonario monto ante las imposiciones incumplidas por parte del canal.
A principios de 2000, se relocalizó en Viña del Mar, realizando apariciones esporádicas o participaciones especiales en el rubro de la actuación. En 2009, recibió la distinción del Colegio San Agustín por su trayectoria en la cultura. En 2012, recibió un Premio APES a la trayectoria por su aporte en el espectáculo, las artes y la cultura en Chile.

## Vida personal
Fue padre del actor Fernando Kliche. Walter Kliche era admirador de la actriz chilena Malú Gatica (1922-1997), a quien conoció en 1962 cuando la actriz llegó a Chile tras su paso por Hollywood. En 2023, Kliche declaró en una entrevista que Gatica fue su amor imposible: «¿Por qué no te habré conocido 20 años antes, Walter?», le había confesado Gatica.

## Muerte
Kliche falleció el 10 de agosto de 2024 a los 97 años, según informó ese día el sindicato ChileActores.

## Filmografía

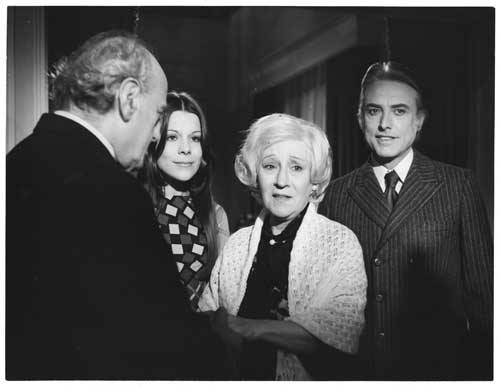
Guillermo Battaglia, Cristina Lemercier, Eva Franco y Walter Kliche en "Destino de un capricho" (1972)

| Año  | Título                 | Director      |
| ---- | ---------------------- | ------------- |
| 1967 | Placer sangriento      | Emilio Vieyra |
| 1968 | Sangre de vírgenes     | Emilio Vieyra |
| 1970 | Gitano                 | Emilio Vieyra |
| 1970 | Los mochileros         | Emilio Vieyra |
| 1971 | Así es Buenos Aires    | Emilio Vieyra |
| 1971 | Siempre te amaré       | Leo Fleider   |
| 1971 | Embrujo de amor        | Leo Fleider   |
| 1972 | Destino de un capricho | Leo Fleider   |
| 1988 | The Lawless Land       | Jon Hess      |

Cortometrajes
- 2004: Por mi culpa
- 2017: Memorias - Juan

## Televisión
| Año  | Título                         | Papel                     | Cadena               |
| ---- | ------------------------------ | ------------------------- | -------------------- |
| 1972 | Malevo                         | Jorge Newbery             | Canal 9 (Argentina)  |
| 1973 | Cacho de la esquina            | Sergio                    | Canal 13 (Argentina) |
| 1973 | Mi dulce enamorada             |                           | Paramericana TV      |
| 1975 | María José                     | Pablo Cano                | Canal 13 (Chile)     |
| 1975 | J.J. Juez                      | Martín Gondra             | Canal 13 (Chile)     |
| 1975 | La otra soledad                | Germán                    | Canal 13 (Chile)     |
| 1976 | Sol tardío                     | Adrián                    | TVN (Chile)          |
| 1977 | Padre Gallo                    | Víctor                    | Canal 13 (Chile)     |
| 1981 | La madrastra                   | Esteban San Lucas         | Canal 13 (Chile)     |
| 1982 | Alguien por quien vivir        | Agustín Phillippi         | Canal 13 (Chile)     |
| 1983 | La noche del cobarde           | Paolo "Guayo"             | Canal 13 (Chile)     |
| 1984 | Los títeres                    | Constantino Mykonos       | Canal 13 (Chile)     |
| 1984 | Andrea                         | Pablo Álvarez             | Canal 13 (Chile)     |
| 1985 | La trampa                      | Homero                    | Canal 13 (Chile)     |
| 1985 | El prisionero de la medianoche | Patricio                  | Canal 13 (Chile)     |
| 1986 | Secreto de familia             | Manuel Barca              | Canal 13 (Chile)     |
| 1987 | La invitación                  | Aníbal Vilar              | Canal 13 (Chile)     |
| 1987 | La última cruz                 | Alejandro Zazar           | Canal 13 (Chile)     |
| 1988 | Semidiós                       | Guido Prado               | Canal 13 (Chile)     |
| 1988 | Matilde dedos verdes           | Arturo Campos             | Canal 13 (Chile)     |
| 1989 | La intrusa                     | Salvatore Mine            | Canal 13 (Chile)     |
| 1990 | ¿Te conté?                     | Federico ''Freddy'' Bueno | Canal 13 (Chile)     |
| 1991 | Villa Nápoli                   | Fabrizio Dil Ponti        | Canal 13 (Chile)     |
| 1992 | El palo al gato                | Pablo Pereira             | Canal 13 (Chile)     |
| 1993 | Marrón glacé                   | Teodoro ''Teo'' Karalakis | Canal 13 (Chile)     |
| 1994 | Champaña                       | Joaquín Alemparte         | Canal 13 (Chile)     |
| 1995 | El amor está de moda           | Hugo Cáceres              | Canal 13 (Chile)     |
| 1996 | Marrón glacé, el regreso       | Teodoro ''Teo'' Karalakis | Canal 13 (Chile)     |
| 1996 | Adrenalina                     | Desiderio Donoso          | Canal 13 (Chile)     |
| 1997 | Playa salvaje                  | Edmundo Ossandón          | Canal 13 (Chile)     |
| 1998 | Marparaíso                     | Rafael de la Riva         | Canal 13 (Chile)     |
| 1999 | Cerro Alegre                   | Leonidas Thompson         | Canal 13 (Chile)     |
| 2000 | Sabor a ti                     | Clemente Echaurren        | Canal 13 (Chile)     |
| 2001 | Piel canela                    | Enzo Manfredi             | Canal 13 (Chile)     |
| 2007 | Fortunato                      | Paolo Constantini         | Mega (Chile)         |
| 2014 | No abras la puerta             | Edgardo Antuzzi           | TVN (Chile)          |

| Año  | Título                    | Papel               | Cadena           |
| ---- | ------------------------- | ------------------- | ---------------- |
| 1982 | Una familia feliz         | Arnoldo Blanco      | Canal 13 (Chile) |
| 1982 | La señora                 | Hernán Fuentealba   | Canal 13 (Chile) |
| 1994 | Fácil de amar, la comeida | Juan Carlos Tornini | Canal 13 (Chile) |
| 2013 | Chico reality             | Él mismo            | Mega (Chile)     |
| 2015 | Los años dorados          | Dr. Walter          | UCV (Chile)      |

Programas
- 1968: Viernes de Pacheco (Canal 9 Argentina)
- 1972-1973: Alta comedia (Canal 9 Argentina)
- 1979-1980: El nuevo teatro de José Vilar (Canal 9 Chile)
- 1983: La hora de Juan Pérez (Canal 13 Chile)
- 1995: Teatro en Canal 13 (Canal 13 Chile)
- 2007-2014: Teatro en Chilevisión (Chilevisión)

## Publicidad
- 1979,  Tiendas Corona.
- 2013, Metrogas protagonista junto con Fernando Kliche e Ignacio Kliche.